# Claude Guimond de La Touche
Claude Guimond de La Touche (Châteauroux, 17 ottobre 1723 – 14 febbraio 1760) è stato un drammaturgo francese.
Studiò a Rouen e successivamente nella Compagnia di Gesù, lasciata dopo quattordici anni di permanenza e amaramente criticata nell'epistola pubblicata postuma Les soupirs du cloître, ou le Triomphe du fanatisme del 1765. L'unica sua opera che ne perpetrò il nome ai posteri fu la tragedia Ifigenia in Tauride, allestita la prima volta il 4 giugno 1757 alla Comédie-Française. Di ispirazione dalla Ifigenia in Tauride di Euripide, fu molto rappresentata all'epoca e ispirò compositori come Christoph Willibald Gluck e Niccolò Piccinni che l'adattarono per l'opera.
Morì per un malore ai polmoni nel 1760, lasciando incompiuta al quarto atto una tragedia intitolata Tragédie de Régulus.

## Opere
- Mars au berceau, ode, 1751
- Ifigenia in Tauride, tragedia, 1757
- Épître à l'amitié, epistola, 1758
- Tragédie de Régulus, tragedia incompiuta, 1760
- Les soupirs du cloître, ou le Triomphe du fanatisme, epistola, 1765